# Carl Robert Jackobson
Carl Robert Jakobson (Tartu, 26 de julho de 1841 – Kurgja, 19 março de 1882) foi um escritor, político e professor estoniano ativo no Governatorato da Livônia, Império Russo. Ele foi uma das pessoas mais importantes do despertar nacional da Estônia na segunda metade do século XIX.

## Atividade política
Entre 1860 e 1880, o Governatorato da Livônia foi liderado por um governo dominado pela nobreza moderada. Jakobson se tornou o líder da ala radical, defendendo reformas generalizadas na Livônia. Ele foi responsável pelo programa político-econômico do movimento nacional estoniano. Jakobson exortou os estonianos a exigirem direitos políticos iguais aos dos alemães da região e o fim da posição privilegiada da nobreza alemã-báltica.
Em 1878, Jakobson fundou o jornal estoniano Sakala. O jornal rapidamente se tornou um promotor vital do despertar cultural. Ele também teve um papel central no estabelecimento da Society of Estonian Literati, que foi uma influente associação estoniana na segunda metade do século XIX.

## Legado

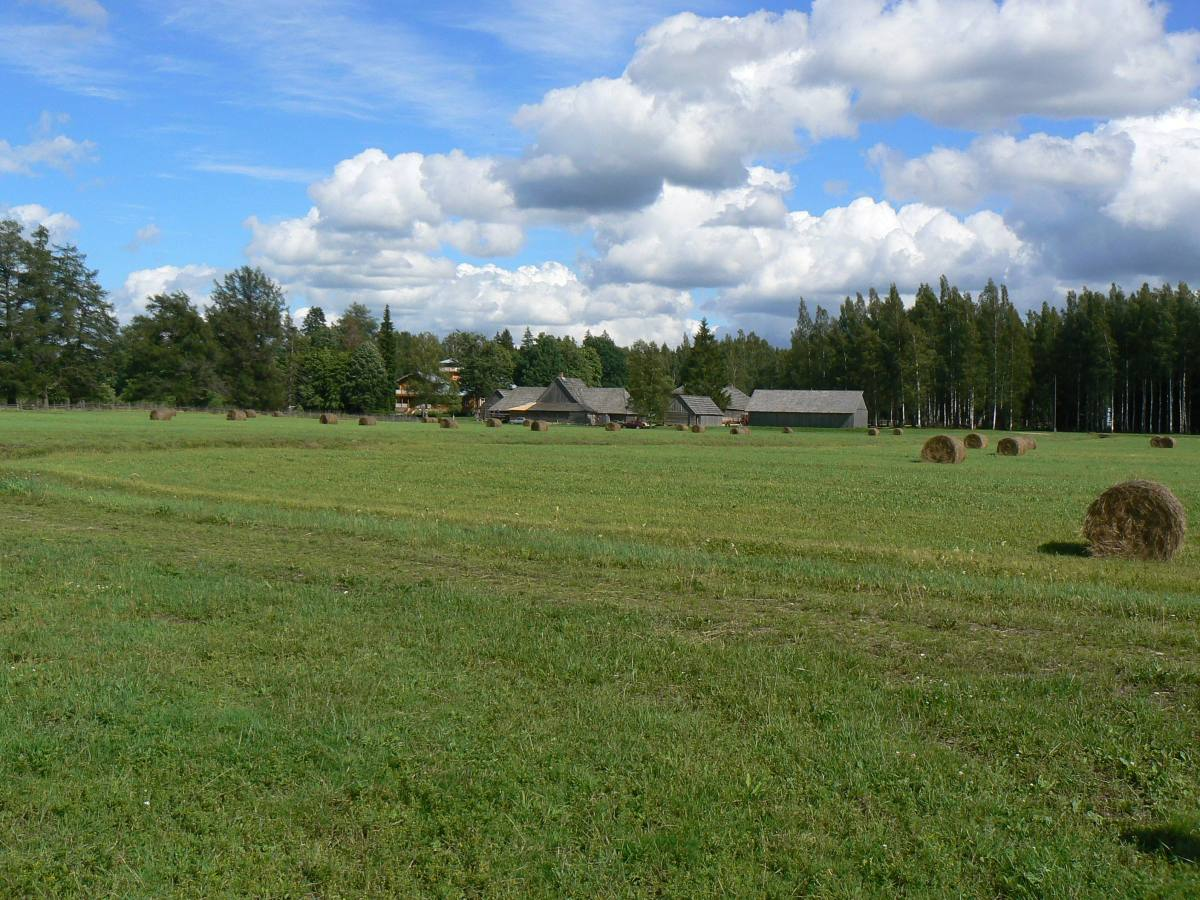
Museu Carl Robert Jakobson em Kurgja

### Museu
Em 1948, o Museu de Carl Robert Jakobson foi estabelecido pela filha mais velha de Jakobson, Linda, na propriedade de sua família em Kurgja. A casa principal do museu inclui uma exposição que apresenta a vida e as atividades de Jakobson. O museu foi projetado para ilustrar elementos da vida rural na Estônia durante a vida de Jakobson e continua sendo uma fazenda ativa com criação de gado e cultivo da terra.

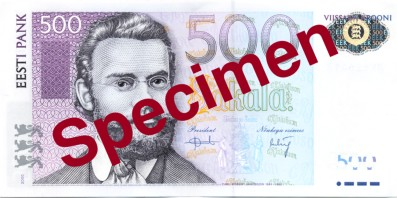
Jakobson na nota de 500 coroas

### Nota de 500 coroas
Carl Robert Jakobson foi retratado na nota de 500 coroas.